# 조영광 (2003년)

## 클럽 경력
조영광은 김해중학교와 현대고등학교, 동국대학교를 거치며 두각을 나타냈다. 고등학교 시절 전국대회 결승전에서 역전골을 넣으며 팀의 우승을 이끌었다.  
2024년 울산 현대에 입단한 뒤, 서울 이랜드 FC로 임대되어 K리그2 9경기에 출전했다.  
2025년 1월, 경남 FC로 이적하여 활약 중이다.

## 국가대표 경력
대한민국 U-20 대표팀에서 활동하며 3경기에 출전한 경험이 있다.

## 플레이 스타일
빠른 발과 뛰어난 공간 침투 능력을 갖춘 측면 공격수로, 전방 압박과 수비 가담도 적극적이다.  
U-22 자원으로 활용 가치가 높다.